# Đội thể thao

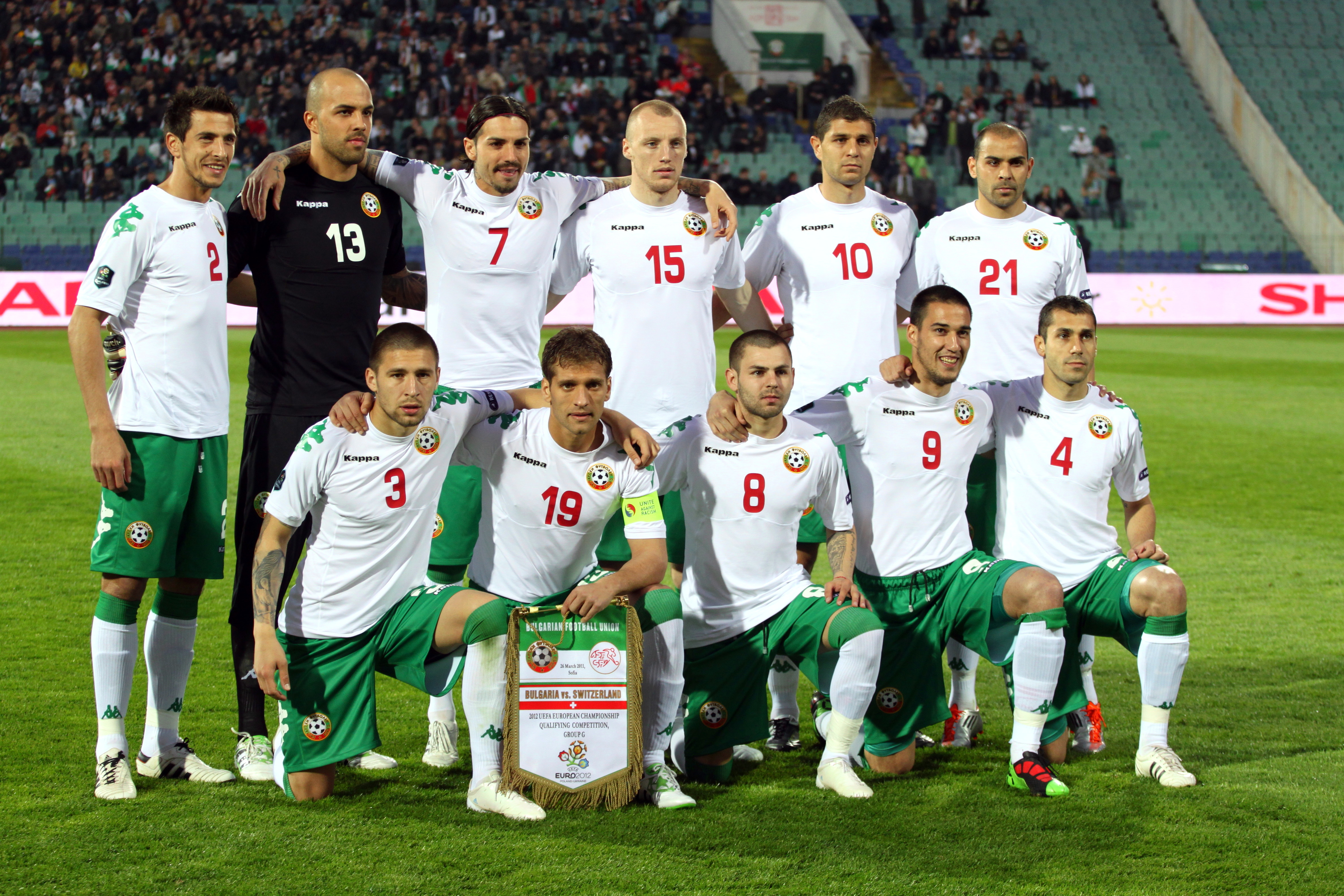
Đội tuyển bóng đá quốc gia Bulgaria vào năm 2011

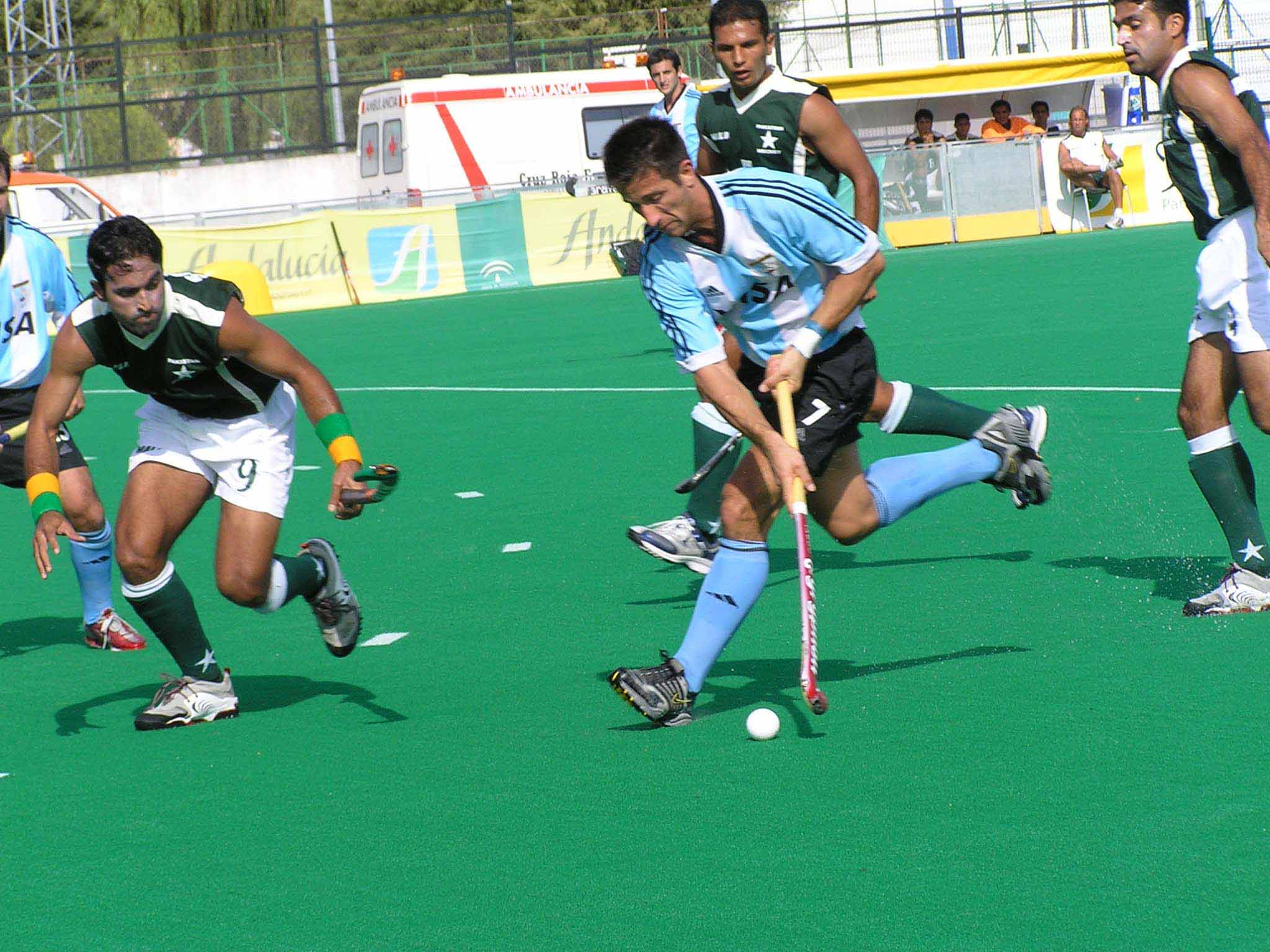
Hai đội, áo xanh và đen, thi đấu một trận khúc côn cầu trên cỏ

Đội thể thao là một nhóm các cá nhân chơi thể thao đồng đội cùng nhau. Số vận động viên trong một đội phụ thuộc vào môn thể thao. Cấp độ cao nhất của một đội thể thao là một đội thể thao chuyên nghiệp. Trong thể thao chuyên nghiệp, các vận động viên rất tài năng và được trả lương để thi đấu.
Trong lịch sử, các đội thể thao và các vận động viên đã từng là nghiệp dư. Mặc dù vậy, đến thế kỷ 20, một số đội thể thao và giải đấu trực thuộc của họ trở nên cực kỳ giá trị với giá trị tài sản ròng lên tới hàng triệu đô la. Năm 2017, Forbes đã đánh giá Dallas Cowboys là đội thể thao giá trị nhất thế giới với giá trị 4,2 tỷ đô la Mỹ. Một số môn thể thao cá nhân đã sửa đổi luật cho phép chúng có thể chơi theo đội.
Các đội thể thao thường có áo jersey cho người hâm mộ có thể nhận dạng cầu thủ. Các cầu thủ mặc jersey vì nhiều lý do. Nó có thể phụ thuộc vào vị trí của cầu thủ, lịch sử của số áo, các truyền thống mang tính đặc trưng của giải đấu, và nhiều hơn nữa.